# Thularion semoni
Thularion semoni är en snäckart som först beskrevs av Martens 1894.  Thularion semoni ingår i släktet Thularion och familjen Helicarionidae. Inga underarter finns listade i Catalogue of Life.